# Třída Terrebonne Parish
Třída Terrebonne Parish byla třída tankových výsadkových lodí amerického námořnictva (Landing Ship Tank – LST). V letech 1952–1954 vstoupilo do služby celkem 15 jednotek. Byla to první třída tankových výsadkových lodí postavená po skončení druhé světové války. Přitom byly větší, rychlejší a lépe vyzbrojené než tisícovka druhoválečných LST. Americké námořnictvo je nasadilo například ve vietnamské válce. Vyřazovány byly v letech 1970–1973. Po vyřazení z amerického námořnictva řadu z nich získaly zahraniční uživatelé. Byla to námořnictva Španělska (3), Řecka (2), Turecka (2), Venezuely (1) a Peru (3).

## Stavba
Celkem bylo postaveno patnáct jednotek této třídy. Do jejich stavby se zapojily loděnice Bath Iron Works v Bathu ve státě Maine, Ingalls Shipbuilding v Pascagoule ve státě Mississippi a Christy Corporation ve Sturgeon Bay ve Wisconsinu.
Jednotky třídy Terrebonne Parish:
| Jméno                             | Loděnice             | Spuštěna           | Vstup do služby    | Poznámka |
| --------------------------------- | -------------------- | ------------------ | ------------------ | --- |
| USS Terrebonne Parish (LST-1156)  | Bath Iron Works      | 9. srpna 1952      | 21. listopadu 1952 | Vyřazen 1971, získána Španělskem jako Velasco (L-11), vyřazen 1994. |
| USS Terrell County (LST-1157)     | Bath Iron Works      | 6. prosince 1952   | 14. března 1953    | Vyřazen 1971, zapůjčena Řecku jako Inouse (L-104), vyřazen 2003. |
| USS Tioga County (LST-1158)       | Bath Iron Works      | 11. dubna 1953     | 20. června 1953    | Vyřazen 1970, reaktivována 1972 jako součást Military Sealift Command pod novým označením USNS Tioga County (T-LST-1158), vyřazen.                                                                      |
| USS Tom Green County (LST-1159)   | Bath Iron Works      | 2. července 1953   | 12. září 1953      | Vyřazen 1972, prodána Španělsku jako Conde del Venadito (L-13), vyřazen 1990. |
| USS Traverse County (LST-1160)    | Bath Iron Works      | 3. října 1953      | 19. prosince 1953  | Vyřazen 1970, reaktivována 1972 jako součást Military Sealift Command pod novým označením USNS Traverse County (T-LST-1160), vyřazen 1973, roku 1999 převedena do Peru jako Eten (DT-144).              |
| USS Vernon County (LST-1161)      | Ingalls Shipbuilding | 25. listopadu 1952 | 18. května 1953    | Vyřazen 1973, zapůjčena a později koupena Venezuelou jako Amazonas (T-21). |
| USS Wahkiakum County (LST-1162)   | Ingalls Shipbuilding | 23. ledna 1953     | 13. srpna 1953     | Vyřazen 1970, reaktivována 1972 jako součást Military Sealift Command pod novým označením USNS Wahkiakum County (T-LST-1162), vyřazen 1973.                                                             |
| USS Waldo County (LST-1163)       | Ingalls Shipbuilding | 17. května 1953    | 17. září 1953      | Vyřazen 1970, reaktivována jako součást Military Sealift Command pod novým označením USNS Waldo County (T-LST-1163), roku 1984 zapůjčena a později odkoupena Peru jako Pisco (BAP-142), vyřazen 1999.   |
| USS Walworth County (LST-1164)    | Ingalls Shipbuilding | 15. května 1953    | 26. října 1953     | Vyřazen 1971, reaktivována 1972 jako součást Military Sealift Command pod novým označením USNS Walworth County (T-LST-1164), roku 1984 zapůjčena a později odkoupena Peru jako Paita (DT-141), vyřazen. |
| USS Washoe County (LST-1165)      | Ingalls Shipbuilding | 14. července 1953  | 30. listopadu 1953 | Vyřazen 1970. Prodána Peru jako Callao (DT-143), vyřazen. |
| USS Washtenaw County (LST-1166)   | Christy Shipbuilding | 22. listopadu 1952 | 29. října 1953     | Od 9. února 1973 sloužila jako Special Minesweeper Ship USS Washtenaw (MSS-2), vyřazen srpen 1973 a 1983 prodána do civilního sektoru.                                                                  |
| USS Westchester County (LST-1167) | Christy Shipbuilding | 18. dubna 1953     | 10. března 1954    | Vyřazen 1973, dne 27. srpna 1974 převedena Turecku jako Serdar (L-402), vyřazen 2005. |
| USS Wexford County (LST-1168)     | Christy Shipbuilding | 28. listopadu 1953 | 15. června 1954    | Vyřazen 1971, dne 29. října 1971 prodána Španělsku jako Martin Alvarez (L-12), vyřazen 1995. |
| USS Whitfield County (LST-1169)   | Christy Shipbuilding | 22. srpna 1953     | 14. září 1954      | Vyřazen 1973, dne 1. března 1977 prodána Řecku jako Kos (L116), vyřazen 2000. |
| USS Windham County (LST-1170)     | Christy Shipbuilding | 22. května 1954    | 15. prosince 1954  | Vyřazen 1974, převedena Turecku jako Ertuğrul (L-401), vyřazen 1989. |

## Konstrukce

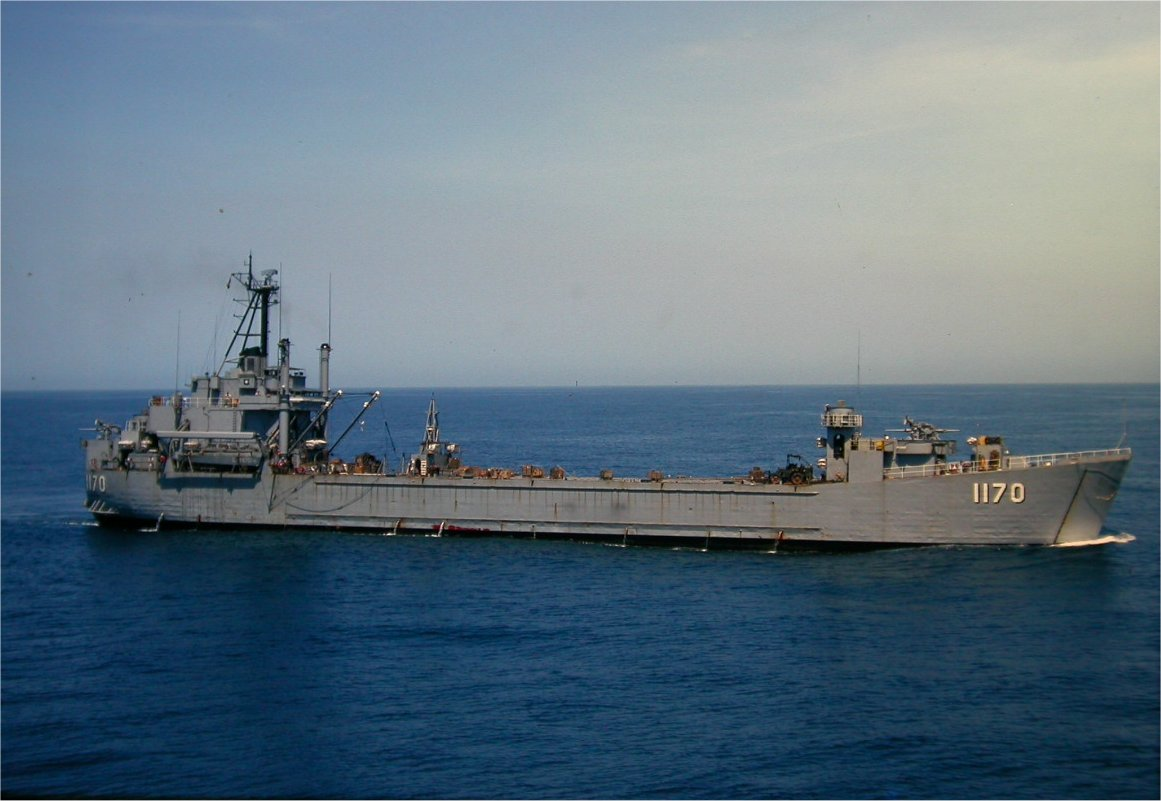
USS Windham County (LST-1170)

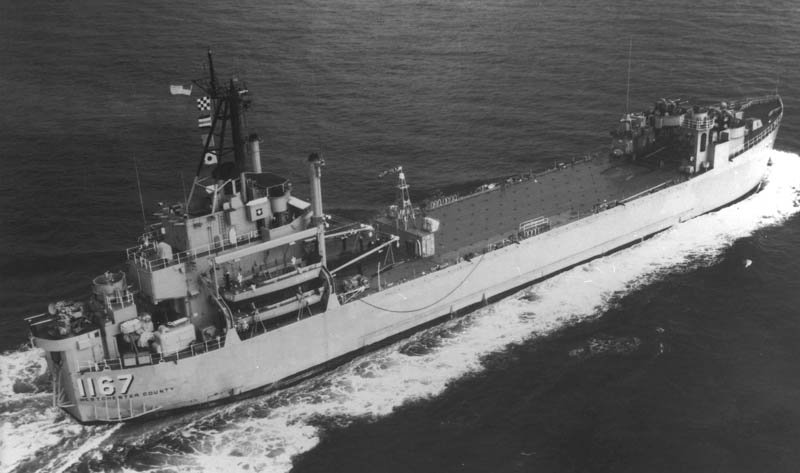
USS Windham County (LST-1167)

Po dokončení měla tato plavidla následující parametry. Unesly 400 vojáků a dokonce i moderní střední tanky, jež byly pro starší třídy tankových výsadkových lodí moc velké. Náklad se vykládal vraty na přídi. Výzbroj tvořilo šest 76mm kanónů ve dvouhlavňových postaveních. Pohon zajišťovaly čtyři diesely o výkonu 6000 hp. Nejvyšší rychlost byla 15 uzlů. Byl to dvojnásobek rychlosti předchozích tříd, k součinnosti s dalšími druhy výsadkových lodí ovšem bylo třeba alespoň 20 uzlů. To zřejmě přispělo k jejich poměrně rychlému vyřazení v amerického námořnictva.